# La posada de las dos brujas
La posada de las dos brujas (En el inglés original, The inn of the two witches) es un relato de misterio y terror escrito por Joseph Conrad. Esta pequeña historia fue escrita en 1913 y publicada dos años más tarde en una colección de relatos titulada Dentro de las mareas (en inglés, Within the tides). Joseph Conrad advierte en el relato que él no es el autor original, y que lo encontró casualmente en una librería antigua de Londres dentro de una caja llena de libros. A esto lo denominó «Hallazgo»: «Ese escrito -el relato- es el hallazgo que se menciona en el subtítulo. El título es de mi propia cosecha (no puedo llamarlo invención) y posee el mérito de la veracidad.»
La posada de las dos brujas está situada en España, concretamente en uno de los muchos montes asturianos, y está protagonizada por dos marineros ingleses: Tom Corbin y Edgar Byrne.
- Datos: Q22082499